# Мейпл-Гров (тауншип, округ Кроу-Уинг, Миннесота)
Мейпл-Гров (англ. Maple Grove) — тауншип в округе Кроу-Уинг, Миннесота, США. На 2000 год его население составило 665 человек.

## География
По данным Бюро переписи населения США площадь тауншипа составляет 93,1 км², из которых 88,9 км² занимает суша, а 4,2 км² — вода (4,53 %).

## Демография
По данным переписи населения 2000 года здесь находились 665 человек, 239 домохозяйств и 184 семьи.  Плотность населения —  7,5 чел./км².  На территории тауншипа расположена 281 постройка со средней плотностью 3,2 построек на один квадратный километр. Расовый состав населения: 98,35 % белых, 0,60 % коренных американцев, 0,30 % азиатов и 0,75 % приходится на две или более других рас. Испанцы или латиноамериканцы любой расы составляли 0,15 % от популяции тауншипа.
Из 239 домохозяйств в 36,8 % воспитывались дети до 18 лет, в 70,7 % проживали супружеские пары, в 2,1 % проживали незамужние женщины и в 22,6 % домохозяйств проживали несемейные люди. 19,2 % домохозяйств состояли из одного человека, при том 7,5 % из — одиноких пожилых людей старше 65 лет. Средний размер домохозяйства — 2,78, а семьи — 3,21 человека.
29,2 % населения — младше 18 лет, 4,8 % — в возрасте от 18 до 24 лет, 29,2 % — от 25 до 44, 25,6 % — от 45 до 64, и 11,3 % — старше 65 лет. Средний возраст — 38 лет. На каждые 100 женщин приходилось 98,5 мужчин.  На каждые 100 женщин старше 18 приходилось 99,6 мужчин.
Средний годовой доход домохозяйства составлял 50 833 доллара, а средний годовой доход семьи —  56 429 долларов. Средний доход мужчин —  37 167  долларов, в то время как у женщин — 27 375. Доход на душу населения составил 20 552 доллара. За чертой бедности находились 3,8 % семей и 5,4 % всего населения тауншипа, из которых 4,9 % младше 18 и 5,8 % старше 65 лет.